# Шерве
Шерве́ (фр. Chervey) — коммуна во Франции, находится в регионе Шампань — Арденны. Департамент — Об. Входит в состав кантона Эссуа. Округ коммуны — Труа.
Код INSEE коммуны — 10097.
Коммуна расположена приблизительно в 180 км к юго-востоку от Парижа, в 95 км южнее Шалон-ан-Шампани, в 37 км к юго-востоку от Труа.

## Население
| Год  | Численность | Численность |
| ---- | ----------- | ----------- |
| 1968 | 208         | [ 7 ]       |
| 1975 | 192         | [ 7 ]       |
| 1982 | 185         | [ 7 ]       |
| 1990 | 165         | [ 7 ]       |
| 1999 | 198         | [ 7 ]       |
| 2006 | 189         | [ 7 ]       |
| 2011 | 181         | [ 7 ]       |
| 2013 | 183         |             |
| 2015 | 171         | [ 8 ]       |
| 2016 | 169         | [ 9 ]       |
| 2017 | 164         | [ 10 ]      |
| 2018 | 163         | [ 11 ]      |
| 2019 | 161         | [ 12 ]      |
| 2020 | 157         | [ 13 ]      |
| 2021 | 153         | [ 14 ]      |
| 2022 | 149         | [ 4 ]       |

## Экономика
В 2007 году среди 117 человек в трудоспособном возрасте (15—64 лет) 92 были экономически активными, 25 — неактивными (показатель активности — 78,6 %, в 1999 году было 71,7 %). Из 92 активных работали 83 человека (44 мужчины и 39 женщин), безработных было 9 (4 мужчины и 5 женщин). Среди 25 неактивных 13 человек были учениками или студентами, 4 — пенсионерами, 8 были неактивными по другим причинам.

## Достопримечательности
- Церковь Сен-Виктор (XII век). Памятник истории с 1987 года[16]

## Фотогалерея

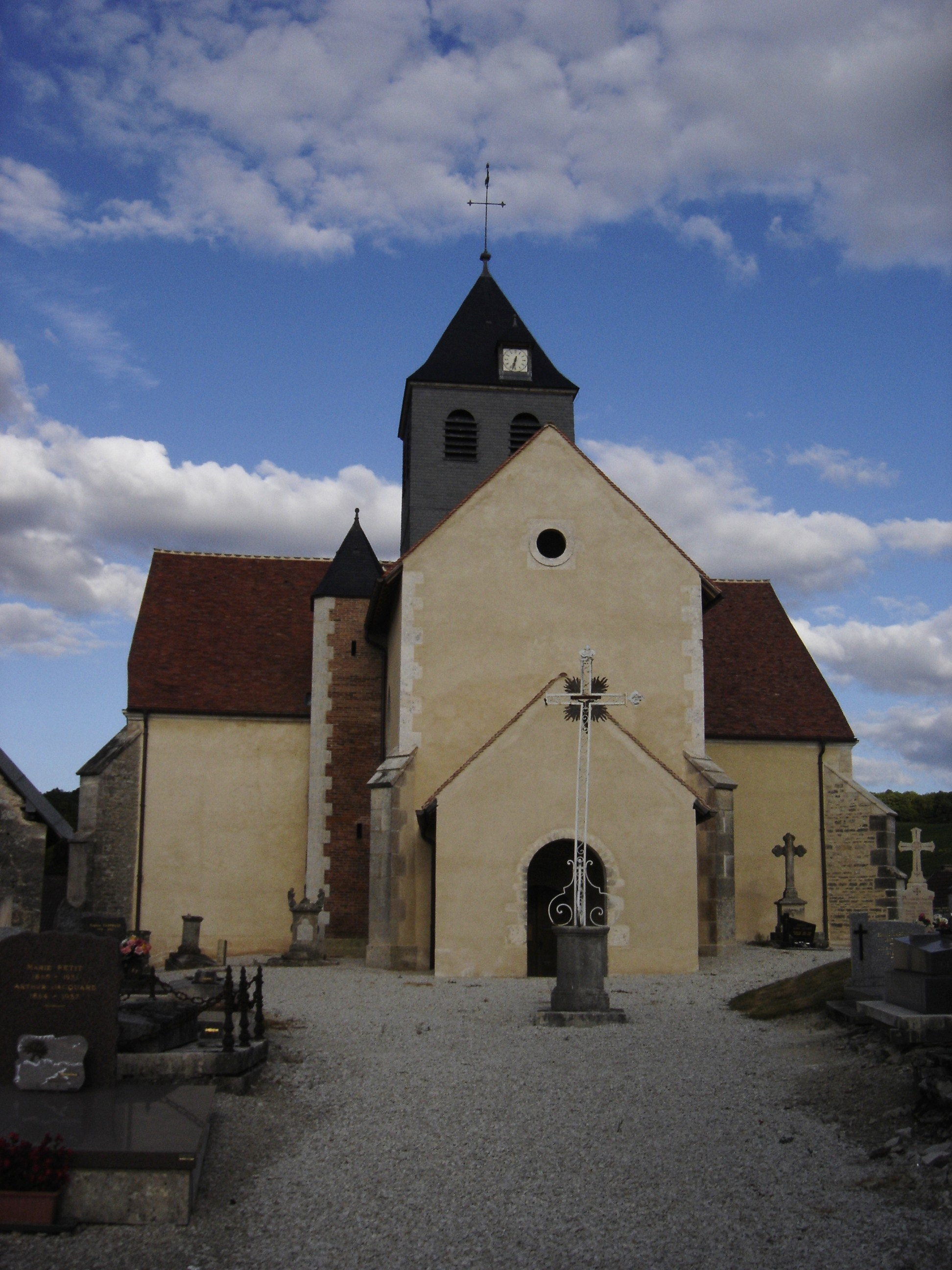
Церковь Сен-Виктор
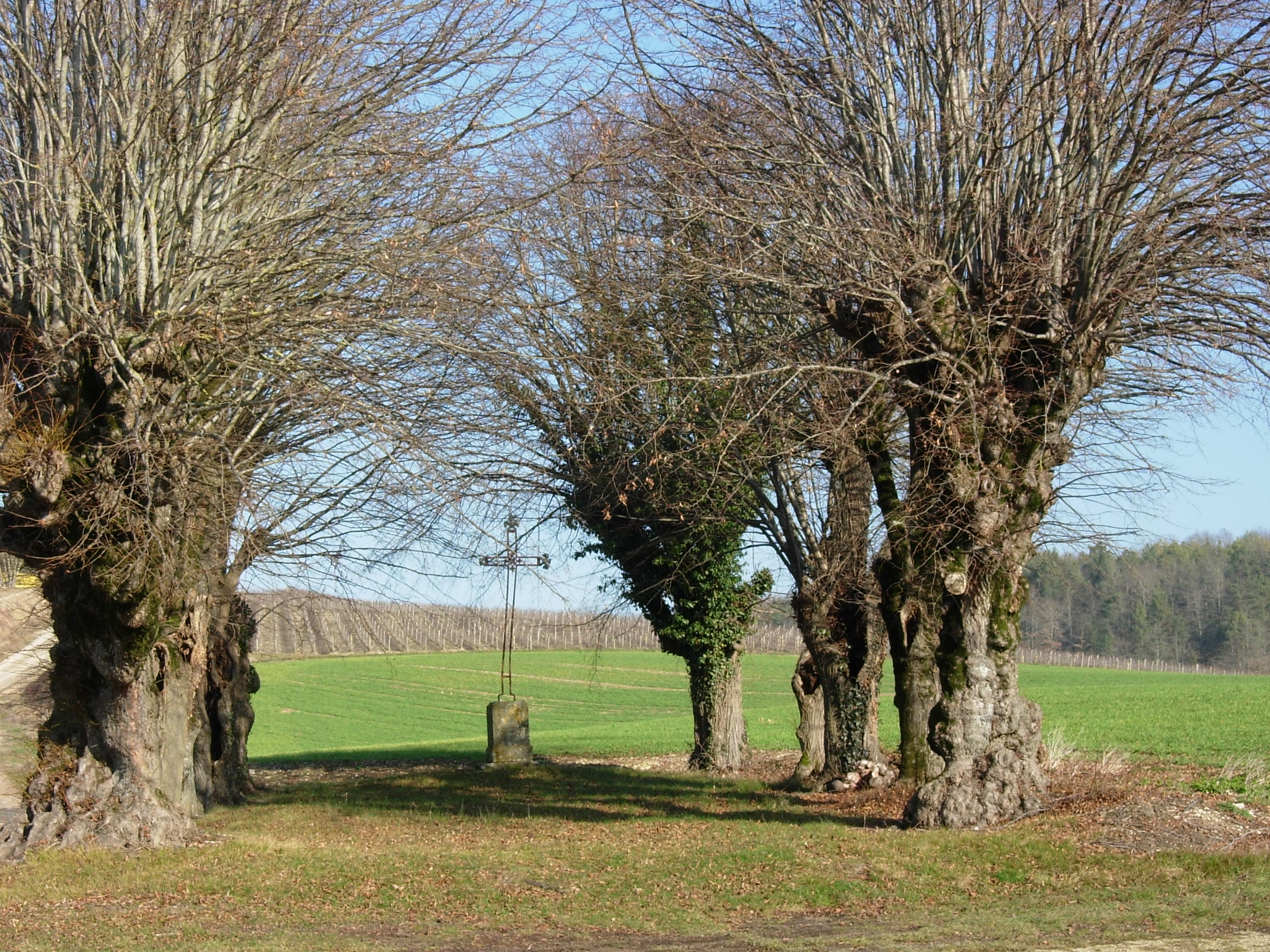
Придорожный крест
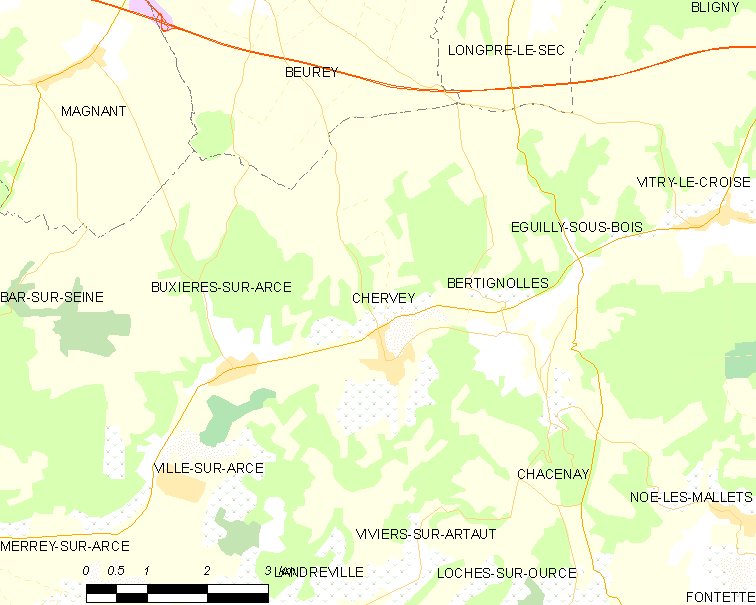
Карта коммуны